# Liselott Lindeborg
Liselott Lindeborg, född 28 september 1950 i Mjölby, är en svensk skådespelare.

## Biografi
Lindeborg är utbildad vid Skara Skolscen. Hon utexaminerades 1971 från Statens scenskola i Malmö, där hon gått i samma klass som bland andra Anki Lidén och Krister Henriksson Hon har under hela sin karriär varit anställd vid Östgötateatern i Norrköping-Linköping. Hon var tjänstledig under en period då hon arbetade på Oscarsteatern i Stockholm och turnerade med Riksteatern. På hemmascenen har hon medverkat i produktioner som Judy, Den förbjudna planeten, Jekyll & Hyde och Tolvskillingsoperan.
Vid sidan av teatern har hon gjort ett fåtal film- och TV-roller. 1981 medverkade hon som vakt i Göta kanal, 2005 som farmor i Grandma Is a Punkrocker och 2011 som Hanna i TV-serien White Innocence.

## Filmografi
- 1981 – Göta kanal
- 2005 – Grandma Is a Punkrocker
- 2011 – White Innocence (TV-serie)

## Teater

### Roller (ej komplett)
| År   | Roll                    | Produktion                                                                                              | Regi                 | Teater                           |
| ---- | ----------------------- | --- | -------------------- | -------------------------------- |
| 1971 | Marie                   | Spanska flugan (Die spanische Fliege) Franz Arnold och Ernst Bach                                       | Torsten Sjöholm      | Norrköping-Linköping stadsteater |
| 1971 | Eudoxia                 | Revisorn (Ревизор, Revizor) Nikolaj Gogol                                                               | Lars Gerhard Norberg | Norrköping-Linköping stadsteater |
| 1972 |                         | Canterburysägner (The Canterbury Tales) Martin Starkie, Nevill Coghill, Richard Hill och John Hawkins   | Torsten Sjöholm      | Norrköping-Linköping stadsteater |
| 1972 |                         | Den förgyllda lergöken Emil Norlander                                                                   | Bertil Norström      | Norrköping-Linköping stadsteater |
| 1972 |                         | West Side Story Arthur Laurents, Leonard Bernstein och Stephen Sondheim                                 | John Zacharias       | Norrköping-Linköping stadsteater |
| 1972 |                         | Marta, Marta Sara Lidman                                                                                | Torsten Sjöholm      | Norrköping-Linköping stadsteater |
| 1973 |                         | Slott och koja (Ein Strick mit einem Ende) Karel Kraus, Zdeněk Mahler och Peter Rada                    | Bertil Norström      | Norrköping-Linköping stadsteater |
| 1973 | Barbro Nilsson          | Om 7 flickor Erik Torstensson                                                                           | Margreth Weivers     | Norrköping-Linköping stadsteater |
| 1973 | Fina                    | Herr Puntila och hans dräng Matti (Herr Puntila und sein Knecht Matti) Bertolt Brecht                   | Jan Lewin            | Norrköping-Linköping stadsteater |
| 1973 | Husjungfrun             | Änklingars hus (Widowers' Houses) George Bernard Shaw                                                   | Johan Falck          | Norrköping-Linköping stadsteater |
| 1974 | Fredrika Armfeldt       | Sommarnattens leende (A Little Night Music) Stephen Sondheim och Hugh Wheeler                           | Torsten Sjöholm      | Norrköping-Linköping stadsteater |
| 1974 |                         | Som smort Johan Bargum och Henrik Otto Donner                                                           | John Zacharias       | Norrköping-Linköping stadsteater |
| 1974 |                         | Sanningens ansikten Sandor Györbiro                                                                     | Andris Blekte        | Norrköping-Linköping stadsteater |
| 1975 |                         | Förlåt Bellman Svend Bunch                                                                              | Svend Bunch          | Norrköping-Linköping stadsteater |
| 1975 |                         | Den röda näsan Christian Tomner och Torsten Letser                                                      | Christian Tomner     | Norrköping-Linköping stadsteater |
| 1975 | Margareta               | Mycket väsen för ingenting (Much Ado About Nothing) William Shakespeare                                 | Hans Elfvin          | Norrköping-Linköping stadsteater |
| 1975 | Gaby                    | Brevbäraren från Arles (Postbudet fra Arles) Ernst Bruun Olsen                                          | Torsten Sjöholm      | Norrköping-Linköping stadsteater |
| 1976 | Liz                     | Chicago Fred Ebb, Bob Fosse och John Kander                                                             | Torsten Sjöholm      | Norrköping-Linköping stadsteater |
| 1976 | Masja                   | Måsen (Чайка, Tjajka) Anton Tjechov                                                                     | Brigitte Ornstein    | Norrköping-Linköping stadsteater |
| 1976 | Shen Te/Shui Ta         | Den goda människan från Sezuan (Der gute Mensch von Sezuan) Bertolt Brecht och Paul Dessau              | Lars Gerhard Norberg | Norrköping-Linköping stadsteater |
| 1977 |                         | Riter (Rites) Maureen Duffy                                                                             | Gun Jönsson          | Norrköping-Linköping stadsteater |
| 1977 | Autonoe                 | Backanterna (Βάκχαι, Bakchai) Euripides                                                                 | Gun Jönsson          | Norrköping-Linköping stadsteater |
| 1977 |                         | Gluntarne Gunnar Wennerberg                                                                             | Svend Bunch          | Norrköping-Linköping stadsteater |
| 1989 | Sally Bowles            | Cabaret John Kander och Fred Ebb                                                                        | Georg Malvius        | Oscarsteatern                    |
| 2000 |                         | Girls Night Out Dave Simpson                                                                            | Magnus Bergquist     | Östgötateatern/ Turné            |
| 2002 |                         | Tolvskillingsoperan (Die Dreigroschenoper) Bertolt Brecht och Kurt Weill Översättning Sven Hugo Persson | Åsa Melldahl         | Östgötateatern                   |
| 2008 |                         | Cabaret Joe Masteroff, John Kander och Fred Ebb                                                         | Tereza Andersson     | Östgötateatern                   |
| 2014 | Fru Smith Fru Schweiger | Sound of Music Richard Rodgers, Oscar Hammerstein, Howard Lindsay och Russel Crouse                     | Mattias Carlsson     | Östgötateatern                   |
| 2018 | Lova                    | Farmor och vår Herre Hjalmar Bergman                                                                    | Pontus Plænge        | Östgötateatern                   |